# خلية قياسية (إلكترونيات)

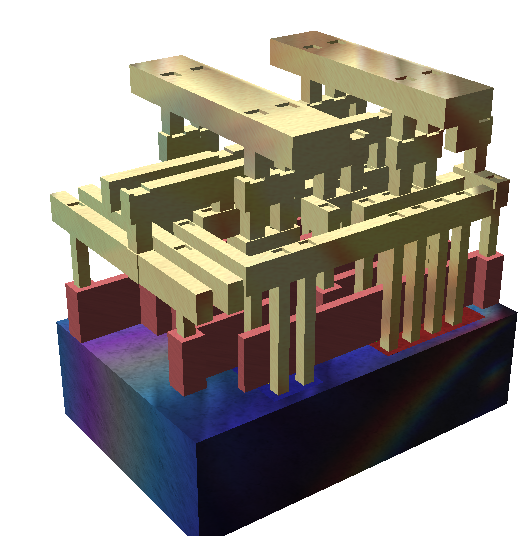
رسم تخطيطي لخلية قياسية صغيرة مكونة من ثلاث طبقات معدنية (تم إزالة العازل بينهم). تتكون الهياكل ذات اللون الرملي من وصلات معدنية، حيث تكون الأعمدة الرأسية عبارة عن قنوات اتصال، وعادة ما تكون من التنغستن. الهياكل المحمرّة هي بوابات بولي سيليكون، والمادة الصلبة في الأسفل هي كتلة السيليكون البلوري.

في تصاميم أشباه الموصلات، تُعتبر منهجية الخلية القياسية طريقة أساسية لتصميم الدوائر المتكاملة الخاصة بالتطبيق (ASICs) للوظائف المنطقية الرقمية. منهجية الخلية القياسية هي مثال على تجريد التصميم، حيث يتم «تغليف» الوظيفة المنطقية في تمثيل منطقي مجرد (مثل بوابة NAND).
تتيح المنهجية القائمة على الخلايا لمُصمم واحد التركيز على الجانب عالي المستوى (الوظيفة المنطقية) للتصميم الرقمي، بينما يركز مصمم آخر على الجانب التنفيذي (المادي). مع التقدم الكبير في تصنيع أشباه الموصلات، ساعدت منهجية الخلية القياسية المُصممين على توسيع نطاق ASICs من دوائر متكاملة بسيطة نسبيًا ذات وظيفة واحدة (تتكون من عدة آلاف من البوابات)، إلى أجهزة مُعقدة مثل «النظام على شريحة» (SoC) مكونة من عِدة ملايين من البوابات المنطقية.

## تكوين الخلية القياسية
تتكون الخلية القياسية من مجموعة من الترانزستورات والوصلات التي توفر دالة منطقية بوليانية (على سبيل المثال، AND، OR، XOR، XNOR، NOT) أو دالة تخزين (Flipflop أو latch). أبسط الخلايا هي تمثيلات مباشرة للدالة المنطقية الأولية NAND وNOR وXOR، على الرغم من استخدام خلايا ذات تعقيد أكبر بكثير (مثل الجوامع المنطقية، أو D Flipflop). يتم تحديد السلوك الوظيفي للدالة باستخدام «جدول الحقيقة» أو معادلة الجبر البولياني (للمنطق التوافقي)، أو جدول انتقال الحالة ( للمنطق المتسلسل ).

## المكتبة
مكتبة الخلية القياسية هي عبارة عن مجموعة من الوظائف المنطقة الإلكترونية منخفضة المستوى مثل AND وOR وINVERT والقلابات والمخازن المؤقتة. يتم إنشاء هذه الخلايا كخلايا مخصصة بالكامل ذات ارتفاع ثابت وعرض متغير. الجانب الرئيسي لهذه المكتبات هو أنها ذات ارتفاع ثابت، مما يتيح وضعها في صفوف، مما يسهل عملية التخطيط الرقمي الآلي. عادةً ما تكون الخلايا عبارة عن تخطيطات مخصصة بالكامل ومُحسَّنة، مما يقلل من التأخير في عمليات المعالجة والمساحة المستخدمة على الرقاقة.